# Могучие Мстители
«Могучие Мстители» (англ. The Mighty Avengers) — команда супергероев из комиксов компании Marvel. 7 марта 2007 года вышел первый выпуск Mighty Avengers, созданный писателем Брайаном Майклом Бендисом и художником Фрэнком Чо. С 2009 года и 21-го номера над комиксом работали писатель Дэн Слотт и художник Кхой Фам.

## Биография
Изначально Могучие Мстители были командой зарегистрированных супергероев, созданной Тони Старком после Гражданской войны, когда большая часть прежних Мстителей ушла в подполье, отказавшись принять Акт о регистрации супергероев. После секретного вторжения империи Скруллов, в ходе которого погибла Джанет Ван Дайн, правительство возложило ответственность за произошедшие события на Тони Старка, Мстители и Щ.И.Т. были расформированы, а все посты Старка были переданы Норману Озборну, известному как Зелёный Гоблин и директор Громовержцев. Озборн создал новую команду Мстителей, известную как Тёмные Мстители, и переформировал Щ.И.Т. в новую организацию под названием МОЛОТ.
После вторжения Хэнк Пим, один из основателей оригинальных Мстителей, ранее известный как Великан, Голиаф, Человек-Муравей и Жёлтый Жакет, взял псевдоним Оса, принадлежавший его погибшей возлюбленной, и создал новую команду Мстителей. Некоторые члены команды оказались в ней по воле бога Локи, принявшего облик Алой Ведьмы.

## Состав
В новом составе команда впервые появилась в комиксе The Mighty Avengers #21 (март 2009 года).
- Агент США (Джон Ф. Уокер) — патриотический герой, чей облик и способности копируют Капитана Америку. Обладает высокой силой, ловкостью, выносливостью, великолепный боец, использует щит из сверхпрочного металла.
- Вижн — андроид, созданный Альтроном, вышедшим из-под контроля детищем Генри Пима, много лет входил в состав оригинальных Мстителей, погиб в результате хаоса, произошедшего из-за нервного срыва его жены, Алой Ведьмы, позже возродился в энергоброне Железного Юноши, одного из Молодых Мстителей. Обладает способностью взаимодействовать с любой компьютерной техникой, летать, проходить сквозь стены.
- Геркулес — сын Зевса, полубог. Обладает сверхчеловеческой силой и выносливостью, бессмертен, превосходный боец. Его сопровождает подросток-вундеркинд по имени Амадей Чо.
- Джокаста — женщина-робот, созданная Альтроном. Обладает сверхчеловеческой силой, способна управлять компьютерными системами, стрелять из глаз лучами энергии и создавать вокруг себя силовое поле.
- Оса (Генри Пим) — лидер Могучих Мстителей, один из основателей оригинальных Мстителей, гениальный учёный, изобретатель формулы, способной мгновенно изменять размеры человека. В разные годы Пим использовал разные псевдонимы и способности, после смерти его возлюбленной Джанет Ван Дайн он взял её псевдоним Оса и стал использовать её способности — изменение размера своего тела, способность летать при помощи искусственных крыльев и испускать из рук лучи био-электрической энергии.
- Ртуть (Пьетро Максимофф) — мутант, самый быстрый на Земле, сын Магнето и брат Алой Ведьмы.

### Бывшие члены команды
- Арес — олимпийский бог войны, в прошлом суперзлодей. Был выбран как замена Тору и Росомахе. Стал одним из Тёмных Мстителей Нормана Осборна. Отличается огромной физической силой и выносливостью, практически неуязвим, мастерски владеет всеми видами оружия, предпочитает ближний бой. Был убит Часовым во время Осады.
- Высота (Кассандра Лэнг) — дочь Скотта Лэнга, второго Человека-муравья, использует формулу, созданную Генри Пимом, в прошлом входила в состав Молодых Мстителей и Инициативы. Способна увеличиваться или уменьшаться в размере.
- Железный человек (Тони Старк) — один из основателей оригинальных Мстителей, миллиардер-промышленник, бывший директор организации Щ.И.Т. и лидер прежних Могучих Мстителей, ныне изгой, обвинённый в некомпетентности из-за вторжения скруллов и растерявший большинство друзей из-за своей роли в Гражданской войне. Обычный человек в бронекостюме собственного производства, оснащённом по последнему слову техники.
- Халк (доктор Брюс Бэннер) — облучённый гамма-радиацией учёный, в гневе превращающийся в огромного зелёного монстра. В облике Бэннера обладает высоким интеллектом, в облике Халка как правило впадает в неистовство и начинает крушить всё вокруг, обладает огромной силой, практически неуязвим.
- Мисс Марвел (Кэрол Дэнверс) — бывший полевой командир Могучих Мстителей, в прошлом агент безопасности НАСА, присоединилась к Новым Мстителям после перехода Мстителей под командование Нормана Осборна. Обладает огромной силой, скоростью и выносливостью, может летать и поражать врагов потоками энергии, излучаемые её телом.
- Спектр (Моника Рамбо) —  бывшая лейтенант береговой охраны из Нового Орлеана, ранее также была известна под именами Капитан Марвел, Фотон и Пульсар. Обладает способностями летать, манипулировать любой формой электромагнитной энергии и управлять ей.
- Оса (Джанет Ван Дайн) — знаменитость в мире моды, одна из основателей оригинальных Мстителей, погибла в кульминационной битве против скруллов. Способна уменьшаться в размере и отращивать осиные крылья, позволяющие ей летать, также стреляет из рук электрическими разрядами. Но в сюжете «Осада» она воскресает.
- Веранке (выдавала себя за Джессику Дрю, также известную как Женщина-паук) — королева инопланетной империи скруллов, руководила вторжением на Землю. Была убита Норманом Осборном в кульминационной битве вторжения. В облике Женщины-паука обладала сверхчеловеческой силой, рефлексами, скоростью, выносливостью, способностью летать и испускать из рук поражающие противников лучи био-электрической энергии.
- Часовой (Роберт Рейнольдс) — супергерой с трудным прошлым, присоединился к Тёмным Мстителям Нормана Осборна. Возможно, является самым сильным из героев Земли, обладая практически неограниченными способностями. Есть предположение, что его нельзя убить.
- Чёрная вдова (Наташа Романова) — бывшая советская шпионка и любовница Тони Старка. Мастерски владеет единоборствами и огнестрельным оружием.
- Чудо-человек (Саймон Уильямс) — в прошлом предприниматель, ставший известным актёром и каскадёром; стал супергероем в результате эксперимента Барона Земо по созданию достойного врага для оригинальных Мстителей, но перешёл на сторону героев. Обладает огромной силой, выносливостью, скоростью, способен летать.
- Белая Тигрица (Ева Айала) — стажер Щ.И.Т.а.
- Локи — суперзлодей, присоединившийся к команде супергероев.